# Syndrome myélodysplasique
Pour les articles homonymes, voir SMD.
 Mise en garde médicale
Les syndromes myélodysplasiques (SMD, plus fréquemment dits MDS pour myelodysplastic syndrome, en anciennement appelés « anémies réfractaires » et aussi dites myélodysplasies) sont des maladies de la moelle osseuse ou affections clonales myéloïdes des cellules souches hématopoïétiques, qui ne sont pas des carences en molécules nécessaires à la synthèse de ces cellules. On a montré qu'une dysfonction des cellules progénitrices de l'os pouvait induire une myélodysplasie, secondairement suivie d'une leucémie.
Les trois lignées cellulaires sanguines (globules rouges, globules blancs et plaquettes) présentent un trouble de différenciation qui aboutit à une production insuffisante d'une, deux ou des trois sortes de cellules.
De plus la moelle osseuse produit des cellules anormales dites « myélodysplasiques ». Il s’agit d’une affection du sujet âgé, dont la médiane d’âge au moment du diagnostic se situe aux environs de 70 ans. Chez l’adulte, 8 à 10 % des cas surviennent en dessous de 50 ans.
L'origine de ces maladies reste inconnue, probablement parfois génétique (congénitale) ou due à une mutation génétique acquise. Des agents « environnementaux » sont possibles : une partie des patients atteints du syndrome myélodysplasique a subi une chimiothérapie (particulièrement par des agents alkylants tels que le melphalan, gaz moutarde, cyclophosphamide, busulfan, et le chlorambucil) ou les radiations (thérapeutiques ou accidentelles) ou ont été exposés au benzène.

## Vocabulaire et classification
Les termes historiques d'« état préleucémique » ou de « leucémie subaiguë ou atypique » ont été utilisés pour définir les SMD, puis l’importance d’une classification commune a conduit la France, les États-Unis et le Royaume-Uni à définir en 1976 la classification French-American-British, ou FAB, des leucémies aiguës. Elle décrit deux formes de SMD : 
1. L'anémie réfractaire avec excès de blastes (AREB) ;
2. La leucémie myélo-monocytaire chronique (LMMC).

La classification FAB de l’ensemble des SMD, publiée en 1982, est actuellement utilisée, mais récemment de nouvelles propositions de classification des hémopathies malignes ont été émises, sous l’égide de l’Organisation mondiale de la santé.

### Classification FAB (franco-américano-britannique)
La classification FAB (franco-américano-britannique) des syndromes myélodysplasiques de 1982 définit 5 catégories diagnostiques : 
- l’anémie réfractaire (AR) ;
- l’anémie sidéroblastique idiopathique acquise (ASIA) ;
- l’anémie réfractaire avec excès de blastes (AREB) ;
- l’anémie réfractaire avec excès de blastes en transformation (AREB-t) ;
- la leucémie myélo-monocytaire chronique (LMMC).

Dans cette classification, la présence d’anomalies morphologiques (dysmyélopoïèse)
permet de poser le diagnostic de SMD, et les différentes catégories diagnostiques se distinguent par le décompte des différentes populations sanguines et médullaires.

### Classification OMS
La nouvelle classification OMS des myélodysplasies définit également 6 catégories, différentes de celles du FAB : 
- la cytopénie réfractaire avec dysplasie unilignée ;
- l’anémie réfractaire (AR) sans ou avec sidéroblastes en couronne (ARS) ;
- la cytopénie réfractaire ou syndrome myélodysplasique avec myélodysplasie touchant plusieurs lignées (CRMD) ;
- le syndrome 5q- ;
- l’anémie réfractaire avec excès de blastes (AREB) ;
- les syndromes myélodysplasiques inclassables.

## Épidémiologie
Il s'agit essentiellement d'une maladie de la personne âgée (âge médian de la découverte autour de 70 ans), deux fois plus fréquente chez les hommes.
Chez un enfant jeune, il peut s'agir d'un syndrome Mirage (maladie génétique extrêmement rare)

## Physiopathologie
Les syndromes myélodysplasiques, longtemps appelés « anémies réfractaires » (aux traitements vitaminiques), sont des hémopathies clonales (ce qui signifie qu'elles dérivent toutes d'un même précurseur hématopoïétique anormal). Les cellules provenant de ce précurseur présentent un trouble de la maturation qui les fait mourir au sein même de la moelle (avortement intramédullaire).
Les conséquences cliniques sont les cytopénies périphériques et les troubles morphologiques des précurseurs myéloides (dysmyélopoïèse).
Les syndromes myélodysplasiques sont les plus fréquents des états préleucémiques.
Il n'y a pas de cause connue mais seulement des facteurs favorisants : facteurs familiaux, facteurs toxicologiques (exposition benzène, chimiothérapie ou radiothérapie), maladies autoimmunes.

## Diagnostic

### Clinique
La clinique est dominée par les conséquences liées aux cytopénies : syndrome hémorragique par thrombopénie, infections sévères et répétées par neutropénie, syndrome anémique.
Dans de rares cas, une splénomégalie modérée est notée, en rapport avec une leucémie myélo-monocytaire chronique (LMMC), variété de syndrome myélodysplasique.

### Biologie

#### Numération-formule-plaquettes
Ici aussi, c'est l'association des cytopénies, en nombre et d'importance variable, qui oriente le diagnostic :
- l'anémie est macrocytaire arégénérative ;
- la leucopénie avec neutropénie (deux fois sur trois) est parfois accompagnée d'une monocytose dans le cas d'une LMMC ;
- la thrombopénie.

Un petit pourcentage de blastes circulants et une hypogranulation des polynucléaires neutrophiles sont très évocateurs du diagnostic.

#### Myélogramme
L'étude cytologique du myélogramme met en évidence la dysmyélopoïèse et/ou un excès de blastes médullaires :
- la richesse médullaire est le plus souvent augmentée (production inefficace) ;
- la lignée rouge est souvent hyperplasique. La dysérythropoïèse peut consister en une mégaloblastose, des anomalies d'hémoglobinisation, des anomalies nucléaires (multinucléarité, caryorexie). La coloration de Perls met en évidence des sidéroblastes en couronne dans l'ARS ;
- la lignée granuleuse est souvent hyperplasique dans les formes avec excès de blastes. Une dysgranulopoïèse peut être représentée par une diminution ou une disparition des grains neutrophiles intracytoplasmiques et/ou des troubles de la segmentation des noyaux ;
- la lignée plaquettaire peut montrer des micromégacaryocytes (mégacaryocytes de petite taille mononucléés), des mégacaryocytes mononuclées (évocateur d'une anomalie cytogénétique 5q-), ou de grands mégacaryocytes à noyaux séparés et arrondis. Le nombre de ces mégacaryocytes est très variable.

L'étude cytogénétique de la moelle est complémentaire de l'analyse cytologique.

#### Autres examens
Ils sont inutiles au diagnostic mais certains sont utiles à l'estimation du pronostic :
- sur la biopsie osseuse, la dysmyélopoïèse est mieux visible. Une fibrose réticulinique se voit parfois. La localisation anormale de précurseurs au sein des espaces médullaires a une certaine valeur pronostique. Enfin, la biopsie peut être utile pour faire la différence avec une aplasie médullaire dans le cas où la moelle du syndrome myélodysplasique montrerait une moelle pauvre ;
- si l'exploration isotopique de l'érythropoïèse au Fe59 est pratiquée, elle montre une forte captation médullaire mais une faible incorporation globulaire ;
- l'étude cytogénétique montre des anomalies clonales dans la moitié des cas : délétion 5q, délétion 20q, monosomie 7 ou délétion 7q, trisomie 8. Elle a une valeur pronostique importante.

## Formes cliniques
La classification franco-américano-britannique (FAB) basée sur le pourcentage de blastes sanguins et médullaires, le pourcentage de sidéroblastes en couronne de la moelle et la monocytose sanguine permet de distinguer les différents types de syndrome myélodysplasique. La classification FAB n'est actuellement plus utilisée pour classer les différents syndromes myélodysplasiques, remplacée par la classification OMS.

### L'anémie réfractaire sidéroblastique idiopathique (ARSI)
Elle s'accompagne d'une anémie isolée et d'une sidéroblastose médullaire > 15 %.

### L'anémie réfractaire avec excès de blastes (AREB) et l'AREB en transformation (AREB-t)
Elle se manifeste par une pancytopénie sévère. La blastose sanguine est < 5 % et la blastose médullaire est comprise entre 6 et 20 %.
L'AREB-t répond aux critères de l'AREB à l'exception d'une des caractéristiques suivantes : blastes circulants > 5 % ou blastes médullaires entre 20 et 30 % ou présence de corps d'Auer dans les blastes.

### La leucémie myélo-monocytaire chronique (LMMC)
Elle est caractérisée par une monocytose sanguine  (> 1G/L)  persistante pendant plus de 3 mois :
- non expliquée par une cause réactionnelle (infection/inflammation/cancer) ;
- associée à la dysplasie d’au moins une lignée médullaire et à une blastose inférieure à 20% dans la moelle osseuse et dans le sang ;
- non associée à une anomalie moléculaire rencontrée dans les syndromes myéloprolifératifs (SMP) (absence de chromosome philadelphie ou de gène de fusion BRC-ABL (signant la leucémie myéloïde chronique ou LMC), de réarrangement PDGFR A ou B).

Elle peut s'accompagner cliniquement d'une splénomégalie (à la différence des autres syndromes myélodysplasiques).

### Cytopénie réfractaire simple
Elle n'est définie que par des critères négatifs : c'est elle qui peut poser des problèmes de diagnostic.

## Diagnostic différentiel
Les anémies sidéroblastiques peuvent rarement être secondaires à des toxiques (isoniazide...) ou héréditaires liées à l'X.
Les AREB-t ne posent pas de problème de diagnostic différentiel. Elles doivent cependant être distinguées des leucémies aigües myéloïdes où la blastose est par convention > 30 %.
La LMMC pose le problème du diagnostic différentiel d'une monocytose. Dans un premier temps, une monocytose réactionnelle post-infectieuse doit être éliminée : toute monocytose durable est a priori leucémique. Dans un 2e temps, une LMC doit être éliminée par l'absence de chromosome Philadelphie.
Le problème principal reste donc les cas de cytopénies simples où il faudra éliminer :
- une carence vitaminique où des cytopénies peuvent accompagner l'anémie. Les dosages vitaminiques permettent de trancher ;
- l'anémie macrocytaire de la cirrhose éthylique où la dysmyélopoïèse médullaire ne touche que la lignée rouge ;
- une neutropénie isolée doit faire discuter des causes médicamenteuses, infectieuses ou auto-immunes ;
- une thrombopénie isolée doit éliminer une thrombopénie périphérique auto-immune.

Dans les cas difficiles, la mise en évidence d'une anomalie cytogénétique clonale, d'une poussée anormale de précurseurs ou une étude de l'érythropoïèse par le radiofer permettent de trancher.

## Évolution

### Complications des cytopénies
Les complications infectieuses sont la cause du décès dans 50 % des cas. Elles se voient principalement quand la neutropénie est < 500/mm³, un déficit fonctionnel des polynucléaires neutrophiles aggravant le risque.
Le syndrome hémorragique est la cause de la mort dans 20 % des cas. Ici aussi, une thrombopathie aggrave la symptomatologie.
Les complications infectieuses et les hémorragies sont surtout le fait des AREB-t.
L'anémie récidivante expose à l'hémochromatose transfusionnelle.

### Transformation enleucémie aiguë myéloïde(LAM)
Le risque global de transformation est de 30 % mais dépend aussi du type de syndrome myélodysplasique.
La transformation peut être brutale ou progressive avec augmentation de la blastose jusqu'à 30 % sur différents prélèvements. La leucémie myéloïde aiguë secondaire à un syndrome myélodyplasique est de très mauvais pronostic car elle ne répond pas aux traitements usuels.

### Complications de la LMMC
La LMMC peut évoluer vers un syndrome myéloprolifératif ou donner des épanchements spécifiques des séreuses et des localisations cutanées.

### Les manifestations auto-immunes
Pyoderma gangrenosum, vascularites, anémies et thrombopénies auto-immunes...

## Pronostic
- La blastose sanguine est le facteur pronostique le plus important. Une forte blastose est de mauvais pronostic.
- Le nombre et l'importance des cytopénies est aussi un facteur pronostique important.
- Cytogénétique : la présence d'une délétion 5q ou 20q est associée à un pronostic favorable. L'apparition d'une anomalie au cours de la maladie signe généralement une évolution rapide de la maladie.

L'espérance de vie est diminuée avec un taux de survie à cinq ans ne dépassant pas 40 %. Un score pronostique a été développé, tenant compte du résultat du myélogramme (dont la cytogénétique) et de la numération formule sanguine, permettant de prévoir le risque évolutif et aidant à choisir le traitement.

## Traitement
Dans les formes sans critères de gravité, une surveillance simple suffit, avec le traitement des symptômes.

### Traitement symptomatique
Tout épisode fébrile chez un neutropénique justifie la prescription d'une antibiothérapie à large spectre couvrant les bacilles Gram négatifs puis les staphylocoques et enfin les levures.
L'anémie  peut nécessiter des transfusions répétées de concentrés érythrocytaires, pouvant aboutir à une surcharge en fer (hémochromatose transfusionnelle). La prévention de l'hémochromatose transfusionnelle repose sur l'administration de desférioxamine (Desféral*) en sous-cutanée. En pratique, l'utilisation d'érythropoïétine, en sous-cutanée, peut permettre de réduire les besoins en transfusion. Le luspartecept est efficace dans les formes réfractaires avec anneaux de sidéroblastes.
La thrombopénie, lorsqu'elle est importante, peut-être traité par le romiplostim ou l'eltrombopag mais le risque d'acutisation (transformation en leucémie aiguë) semble un peu plus important, ce qui en limite la prescription.

### Traitement spécifique
Le traitement spécifique efficace, l'allogreffe de la moelle, se heurte à l'âge souvent élevé des patients. De très nombreux sujets âgés tolérant parfaitement leur maladie n'ont besoin que d'un traitement symptomatique et d'une surveillance.

### Traitement par agent hypométhylant
Il s'agit d'une classe de chimiothérapie basée sur l'épigénétique. Il existe deux molécules qui ont été testées : la décitabine et l'azacitidine. Seule l'azacitidine a montré un avantage significatif en survie comparé aux traitements conventionnels (transfusions, cytarabine faible dose et chimio standard (3+7).
Comparée aux traitements conventionnels, l'azacitidine permet de doubler le nombre de patients toujours vivants à deux ans. Elle vient d'obtenir[Quand ?] l'autorisation de mise sur le marché  dans les MDS de haut risque.
L'hypométhylation est le mode d'action de certains médicaments. On a constaté dans les MDS des anomalies au niveau de l'ADN, notamment une hyperméthylation de certains promoteurs de gènes appelés gènes suppresseurs de tumeur… Ces gènes permettent la mort cellulaire (apoptose) des cellules anormales (dysplasiques)
et régulent le cycle cellulaire. L'hyperméthylation provoque l'extinction de ces gènes permettant alors au cancer de croître. L'azacitidine permet d'empêcher cette méthylation et induit la ré-expression des gènes suppresseurs de tumeur. Le cancer est ainsi contrôlé pendant un certain temps.
L'azacitidine est vendue sous le nom de Vidaza.
Ce traitement est le traitement de référence des myélodysplasies de haut risque. Il est bien toléré, il apporte une indépendance transfusionnelle permettant un gain de survie accompagné d'une qualité de vie correcte. Il retarde la transformation en Leucémie aiguëe et permet une amélioration hématologique. Il a été mis en place en France par Pharmion et le Groupe Francophone des Myélodysplasies qui ont réalisé l'étude-pivot qui a permis sa mise sur le marché en tant que traitement de référence des myélodysplasies de haut risque non allogreffables.
La décitabine peut constituer une alternative.

#### Bon usage de l'azacitidine
La dose est de 75 mg·m-2 par cure de 7 jours par mois jusqu'à évolution de la maladie (rechute, effet indésirable intolérable). Au-delà de 100 mg le traitement doit être réparti en deux seringues et administré sur deux sites d'injection différents. Il s'agit d'une injection sous-cutanée. Les rougeurs et démangeaisons au site d'injection peuvent être diminuées en ne purgeant pas la seringue (pour éviter tout contact du produit avec la peau) et en massant la rougeur avec de l'huile d'onagre (publication ASH 2009)[source insuffisante].
L'étude-pivot (AZA 001) ayant permis la mise sur le marché de l'azacitidine (nom commercial : Vidaza) a montré que ce traitement permet non seulement un gain de survie important mais également une bonne qualité de vie. Ce traitement, contrairement aux chimiothérapies conventionnelles, est moins agressif et donc moins toxique. Si la chimiothérapie (ARAC forte dose+ANTHRA - 7+3) conventionnelle montre dans l'étude AZA 001 un taux de réponses complètes plus important que l'azacitidine, ce traitement montre une moins bonne survie du fait vraisemblablement de sa forte toxicité. Si une réponse complète continue à être un élément très important chez le sujet jeune, chez le sujet âgé (plus de  70 ans) celle-ci semble être moins importante pour la survie que la stabilité de la maladie. Il n'y a donc pas de limite d'âge pour traiter une myélodysplasie de haut risque avec l'azacitidine. L'arbitrage de traiter ou de ne pas traiter doit se faire selon l'état général du patient et le désir de ce dernier.

#### Surveillance
Elle comprend numération-formule-plaquettes et myélogramme réguliers.
Le premier bilan doit se faire à la sixième cure seulement. Parfois la première réponse ne peut intervenir qu'au 9e cycle. La réponse se manifeste souvent sur la lignée erythrocytaire. Il suffit qu'une lignée réponde pour que les autres suivent généralement. Il faut stopper le traitement qu'en cas de progression de la maladie, d'effet secondaire de stade élevé compromettant le pronostic vital du malade ou sa qualité de vie.

### Autres chimiothérapies
Le lénalidomide réduit les besoins transfusionnels dans les syndromes myéloprolifératifs avec délétion 5q.

## En médecine vétérinaire
Les syndromes myélodysplasiques sont aussi décrits en médecine vétérinaire, notamment chez le chien, le chat et le cheval. Il existe une similitude apparente entre les syndromes myélodysplasiques humains et vétérinaires, sur les plans épidémiologique, clinique et biologique, qui peut laisser penser à l'existence de facteurs environnementaux.